# Liste von Pistolen
Dies ist eine unvollständige Liste von Pistolen.
In die Liste werden nur seriengefertigte Pistolen aufgenommen, mit denen Patronenmunition verschossen wird.
Hinweis: Eine Übersicht von Handfeuerwaffen nach Typen, Anwendergruppen und alphabetischer Sortierung findet sich unter:
- Liste der Handfeuerwaffen.

- Liste von Selbstladepistolen gemäß den Kennblättern fremden Geräts D 50/1 (eine Sonderliste zu Beutewaffen der Wehrmacht).

- Liste von Revolvern

## Liste
| Name                                          | Hersteller                                                                                             | Bild                                           | Munition | Land                           | Jahr                           |
| --------------------------------------------- | --- | ---------------------------------------------- | --- | ------------------------------ | ------------------------------ |
| Akdal Ghost TR01                              | Akdal Arms                                                                                             |                                                | 9 × 19 mm | Türkei                         | 1990                           |
| ALFA Combat                                   | ALFA-PROJ                                                                                              |                                                | 9 × 19 mm .40 S&W .45 ACP | Tschechoslowakei               | 1980                           |
| ALFA Defender                                 | ALFA-PROJ                                                                                              |                                                | 9 × 19 mm .40 S&W .45 ACP | Tschechoslowakei               | 1982                           |
| AMT AutoMag II                                | Arcadia Machine & Tool                                                                                 |                                                | .22 Winchester Magnum | Vereinigte Staaten             | 1970er                         |
| AMT AutoMag III                               | Arcadia Machine & Tool                                                                                 |                                                | .30 Carbine 9 mm Winchester Magnum | Vereinigte Staaten             | 1970er                         |
| AMT AutoMag IV                                | Arcadia Machine & Tool                                                                                 |                                                | .45 Winchester Magnum | Vereinigte Staaten             | 1970er                         |
| AMT Automag V                                 | Arcadia Machine & Tool                                                                                 |                                                | .50 Action Express | Vereinigte Staaten             | 1970er                         |
| AMT Backup                                    | Arcadia Machine & Tool                                                                                 |                                                | .22 Long Rifle .380 ACP .38 Super 9 × 19 mm .357 SIG .40 S&W .400 Corbon .45 ACP | Vereinigte Staaten             | 1978                           |
| AMT Hardballer                                | Arcadia Machine & Tool                                                                                 |                                                | .45 ACP | Vereinigte Staaten             | seit 1977                      |
| AMT Lightning Pistol                          | Arcadia Machine & Tool                                                                                 |                                                | .22 Long Rifle | Vereinigte Staaten             | 1980er                         |
| AMT Skipper                                   | Arcadia Machine & Tool                                                                                 |                                                | .45 ACP | Vereinigte Staaten             | 1960er                         |
| Armatix iP1                                   | Armatix GmbH                                                                                           |                                                | .22 Long Rifle | Deutschland                    | 2006                           |
| Arsenal Firearms AF1 "Strike One"             | Arsenal Firearms                                                                                       |                                                | | Russland Italien               | 2012                           |
| Arsenal P-M02                                 | Arsenal AD                                                                                             |                                                | 9 × 19 mm | Bulgarien                      | 1999                           |
| Ashani                                        | Indian Ordnance Factory                                                                                |                                                | .32 ACP | Indien                         |                                |
| ASP Pistole                                   | Armament Systems and Procedures (ASP)                                                                  |                                                | 9 × 19 mm | Vereinigte Staaten             | 1970er                         |
| Astra 400                                     | Astra, Unceta y Cía                                                                                    |                                                | 9 × 23 mm Largo | Spanien                        | 1921–1946                      |
| Astra 600                                     | Astra, Unceta y Cía                                                                                    |                                                | 9 × 19 mm | Spanien                        | 1942–1945                      |
| Astra 900                                     | Astra, Unceta y Cía                                                                                    |                                                | 7,63 × 25 mm 9 × 23 mm Largo | Spanien                        | 1928–1936                      |
| Astra Model 903                               | Astra, Unceta y Cía                                                                                    |                                                | 7,63 × 25 mm 9 × 23 mm Largo | Spanien                        | 1927                           |
| Astra A-60                                    | Astra, Unceta y Cía                                                                                    |                                                | .32 ACP .380 ACP | Spanien                        | 1969                           |
| Astra A-80                                    | Astra, Unceta y Cía                                                                                    |                                                | 7,65 × 21 mm Luger 9 × 23 mm Largo 9 × 19 mm .38 Super .45 ACP | Spanien                        | 1982                           |
| Astra A-100                                   | Astra, Unceta y Cía                                                                                    |                                                | 9 × 19 mm .40 S&W .45 ACP | Spanien                        | 1990                           |
| AMT AutoMag (Pistole)                         | Arcadia Machine & Tool                                                                                 |                                                | .44 Magnum | Vereinigte Staaten             | 1969                           |
| Bond Arms Texas Defender                      | Bond Arms                                                                                              |                                                | .357 Magnum, .38Spl, .45LC, .410 | Vereinigte Staaten             |                                |
| Bond Arms Cowboy Defender                     | Bond Arms                                                                                              |                                                | .357 Magnum, .38Spl, .45LC, .410 | Vereinigte Staaten             |                                |
| Baikal ISch-35M                               | Ischmech                                                                                               |                                                | .22 lfB | Russland                       | 1978                           |
| Ballester-Molina                              | Hispano Argentina Fábrica de Automóviles S.A.                                                          |                                                | .45 ACP | Argentinien                    | 1927–1955                      |
| Bauer Automatic                               | Bauer Firearms Co.                                                                                     |                                                | .25 ACP | Vereinigte Staaten             | 1970er                         |
| Bayard 1908                                   | Établissements Pieper                                                                                  |                                                | .25 ACP .32 ACP .380 ACP | Belgien                        | 1908                           |
| Beholla Pistole                               | Waffenfabrik August Menz                                                                               |                                                | .32 ACP | Deutschland                    | 1915                           |
| Benelli B76                                   | Benelli (Waffenhersteller)                                                                             |                                                | 9 × 19 mm | Italien                        | 1976                           |
| Benelli MP 90S                                | Benelli (Waffenhersteller)                                                                             |                                                | .32 S&W Long | Italien                        |                                |
| Benelli MP 95E                                | Benelli (Waffenhersteller)                                                                             |                                                | .32 S&W Long | Italien                        |                                |
| Beretta M9                                    | Fabbrica d'Armi Pietro Beretta                                                                         |                                                | 9 × 19 mm | Italien                        | 1990                           |
| Beretta 21A Bobcat                            | Fabbrica d'Armi Pietro Beretta                                                                         |                                                | .25 ACP | Italien                        | 1979                           |
| Beretta 70                                    | Fabbrica d'Armi Pietro Beretta                                                                         |                                                | .22 Long Rifle .32 ACP .380 ACP | Italien                        | 1958                           |
| Beretta 87 Target                             | Fabbrica d'Armi Pietro Beretta                                                                         |                                                | .22 Long Rifle | Italien                        | 1976                           |
| Beretta 90two                                 | Fabbrica d'Armi Pietro Beretta                                                                         |                                                | 9 × 19 mm 9 × 21 mm .40 S&W | Italien                        | 2006                           |
| Beretta 92                                    | Fabbrica d'Armi Pietro Beretta                                                                         |                                                | 9 × 19 mm | Italien                        | seit 1976                      |
| Beretta 92G-SD/96G-SD                         | Fabbrica d'Armi Pietro Beretta                                                                         |                                                | 9 × 19 mm | Italien                        | 2002                           |
| Beretta 93R (Reihenfeuerpistole)              | Fabbrica d'Armi Pietro Beretta                                                                         |                                                | 9 × 19 mm | Italien                        | 1978                           |
| Beretta 418                                   | Fabbrica d'Armi Pietro Beretta                                                                         |                                                | .25 ACP | Italien                        | 1919                           |
| Beretta 950                                   | Fabbrica d'Armi Pietro Beretta                                                                         |                                                | .25 ACP | Italien                        | 1952                           |
| Beretta 3032 Tomcat                           | Fabbrica d'Armi Pietro Beretta                                                                         |                                                | .32 ACP | Italien                        | 1979                           |
| Beretta 8000                                  | Fabbrica d'Armi Pietro Beretta                                                                         |                                                | 9 × 19 mm | Italien                        | 1994                           |
| Beretta 9000                                  | Fabbrica d'Armi Pietro Beretta                                                                         |                                                | 9 × 19 mm .40 S&W | Italien                        | 1990er                         |
| Beretta Cheetah                               | Fabbrica d'Armi Pietro Beretta                                                                         |                                                | .32 ACP | Italien                        | 1976                           |
| Beretta M1923                                 | Fabbrica d'Armi Pietro Beretta                                                                         |                                                | 9 mm Glisenti | Italien                        | 1923                           |
| Beretta M1934                                 | Fabbrica d'Armi Pietro Beretta                                                                         |                                                | .380 ACP | Italien                        | 1934–1991                      |
| Beretta M1935                                 | Fabbrica d'Armi Pietro Beretta                                                                         |                                                | .32 ACP | Italien                        | 1935                           |
| Beretta M951                                  | Fabbrica d'Armi Pietro Beretta                                                                         |                                                | 9 × 19 mm | Italien                        | 1951                           |
| Beretta Nano                                  | Fabbrica d'Armi Pietro Beretta                                                                         |                                                | 9 × 19 mm .40 S&W | Vereinigte Staaten             | 2011                           |
| Beretta Pico                                  | Fabbrica d'Armi Pietro Beretta                                                                         |                                                | .380 ACP | Vereinigte Staaten             | 2013                           |
| Beretta Px4 Storm                             | Fabbrica d'Armi Pietro Beretta                                                                         |                                                | 9 × 19 mm .40 S&W .45 ACP | Italien                        | 2004                           |
| Beretta Tomcat                                | Fabbrica d'Armi Pietro Beretta                                                                         |                                                | .32 ACP | Italien                        |                                |
| Beretta U22 Neos                              | Fabbrica d'Armi Pietro Beretta                                                                         |                                                | .22 Long Rifle | Italien                        | 2000er                         |
| Bersa 83                                      | Bersa                                                                                                  |                                                | .380 ACP | Argentinien                    | 1989                           |
| Bersa Thunder 9                               | Bersa                                                                                                  |                                                | 9 × 19 mm | Argentinien                    | 1994                           |
| Bersa Thunder 380                             | Bersa                                                                                                  |                                                | .380 ACP | Argentinien                    | 1995                           |
| Bergmann–Bayard Pistole                       | Theodor Bergmann                                                                                       |                                                | 9 × 23 mm Largo (9 × 23 mm Bergmann-Bayard) | Belgien                        | 1901–1914 1922–1935 (Dänemark) |
| Bergmann 1894                                 | Theodor Bergmann                                                                                       |                                                | | Deutschland                    | 1894                           |
| Bergmann Simplex                              | Theodor Bergmann                                                                                       |                                                | 8 mm | Deutschland                    | 1901 bis 1914                  |
| Borchardt C93                                 | Hugo Borchardt / Loewe                                                                                 |                                                | 7,65 × 25 mm Borchardt | Deutschland                    | 1894-1898                      |
| Bren Ten                                      | Dornaus & Dixon Enterprises                                                                            |                                                | 10 mm Auto .45 ACP | Vereinigte Staaten             | 1983                           |
| Bergmann Mars                                 | Bergmann, Schmeisser                                                                                   |                                                | 7,8 mm Bergmann 9 mm Bergmann | Deutschland                    | 1903                           |
| FN Browning HP-DA                             | FN Herstal                                                                                             |                                                | 9 × 19 mm 9 × 21mm | Belgien                        | seit 1983                      |
| Browning BDM                                  | Browning Arms Company                                                                                  |                                                | 9 × 19 mm | Vereinigte Staaten             | 1991                           |
| Browning Buck Mark                            | Browning Arms Company FN Herstal                                                                       |                                                | .22 Long Rifle | Vereinigte Staaten             | seit 1962                      |
| FN Browning HP                                | FN Herstal                                                                                             |                                                | 9 × 19 mm .40 S&W | Belgien                        | 1935                           |
| BUL Cherokee                                  | BUL Transmark                                                                                          |                                                | 9 × 19 mm | Israel                         | 1999                           |
| BUL M-5                                       | BUL Transmark                                                                                          |                                                | 9 × 19 mm 9 × 21 mm 9 × 23 mm Winchester .38 Super .40 S&W .45 ACP | Israel                         | 1991                           |
| BUL Storm                                     | BUL Transmark                                                                                          |                                                | 9 × 19 mm | Israel                         |                                |
| CVA Scout V2 Pistol (single shot)             | |                                                | 357 Mag., .44 Mag., .243 Win., .300 Blackout | Vereinigte Staaten             |                                |
| Campo Giro                                    | Esperanza y Unceta                                                                                     |                                                | 9 × 23 mm Largo | Spanien                        | 1904                           |
| Colt Delta Elite                              | Colt Defence                                                                                           |                                                | 10mm Auto | Vereinigte Staaten             |                                |
| Colt Defender                                 | Colt Defence                                                                                           |                                                | 45. ACP | Vereinigte Staaten             |                                |
| Colt Deringer No. 3                           | Colt Defence                                                                                           |                                                | 41. Rimfire | Vereinigte Staaten             | 1875 - 1912                    |
| COP .357 Derringer                            | COP Inc. (1983–1989) American Derringer (1990)                                                         |                                                | .357 Magnum (Mini COP .22 Magnum) | Vereinigte Staaten             | 1983–1990                      |
| Caracal-Pistole                               | Caracal International                                                                                  |                                                | 9 × 19 mm | Vereinigte Arabische Emirate   | 2006                           |
| Claridge Hi-Tec/Goncz Pistole                 | Goncz Armament Claridge Hi-Tec                                                                         |                                                | 9 × 19 mm | Vereinigte Staaten             | 1990                           |
| Colt Commander                                | Colt’s Manufacturing Company                                                                           |                                                | 9 × 19 mm .38 Super .45 ACP | Vereinigte Staaten             | 1950                           |
| Colt M1911                                    | Colt’s Manufacturing Company                                                                           |                                                | .45 ACP | Vereinigte Staaten             | 1911                           |
| Colt Model 1903 Pocket Hammer                 | Colt’s Manufacturing Company                                                                           |                                                | .38 ACP | Vereinigte Staaten             | 1903                           |
| Colt Model 1903 Pocket Hammerless             | Colt’s Manufacturing Company                                                                           |                                                | .32 ACP .380 ACP | Vereinigte Staaten             | 1903                           |
| Colt Mustang                                  | Colt’s Manufacturing Company                                                                           |                                                | .380 ACP | Vereinigte Staaten             | 1983                           |
| Colt Officer's ACP                            | Colt’s Manufacturing Company                                                                           |                                                | .45 ACP | Vereinigte Staaten             | 1985                           |
| Colt OHWS                                     | Colt’s Manufacturing Company                                                                           |                                                | .45 ACP | Vereinigte Staaten             | 1990er                         |
| Colt SCAMP                                    | Colt’s Manufacturing Company                                                                           |                                                | .221 Remington Fireball | Vereinigte Staaten             | 1971                           |
| Colt Woodsman                                 | Colt's Patent Firearms Manufacturing Co.                                                               |                                                | .22 IfB | Vereinigte Staaten             | 1915-1977                      |
| Calico M950                                   | Calico Light Weapons Systems                                                                           |                                                | 9 x 19 | Vereinigte Staaten             | 1985                           |
| Pistole vz. 24                                | Česká zbrojovka (Strakonice)                                                                           |                                                | 9 × 17 mm (.380 ACP) | Tschechoslowakei               | 1924 bis ca. 1939              |
| Pistole vz. 27                                | Česká zbrojovka (Strakonice)                                                                           |                                                | .32 ACP | Tschechoslowakei               | 1927                           |
| Pistole vz. 38                                | Česká zbrojovka (Strakonice)                                                                           |                                                | .380 ACP | Tschechoslowakei               | 1938                           |
| ČZ vz. 45                                     | Česká zbrojovka (Uherský Brod)                                                                         |                                                | .25 ACP | Tschechoslowakei               | 1945                           |
| ČZ vz. 50 / ČZ vz. 70                         | Česká zbrojovka (Uherský Brod)                                                                         |                                                | .32 ACP | Tschechoslowakei               | 1940er                         |
| ČZ 52                                         | Česká zbrojovka (Uherský Brod)                                                                         |                                                | 7,62 × 25 mm Tokarew M1930 9 × 19 mm | Tschechoslowakei               | 1952                           |
| ČZ 75                                         | Česká zbrojovka (Uherský Brod)                                                                         |                                                | 9 × 19 mm | Tschechoslowakei               | 1975                           |
| ČZ 75 Full Auto (Reihenfeuerpistole)          | Česká zbrojovka (Uherský Brod)                                                                         |                                                | 9 × 19 mm | Tschechoslowakei               | 1976                           |
| ČZ vz. 82                                     | Česká zbrojovka (Uherský Brod)                                                                         |                                                | 9 × 18 mm .32 ACP (ČZ 83) .380 ACP (ČZ 83) | Tschechoslowakei               | 1982                           |
| ČZ 85                                         | Česká zbrojovka (Uherský Brod)                                                                         |                                                | 9 × 19 mm | Tschechoslowakei               | 1985                           |
| ČZ 97B                                        | Česká zbrojovka (Uherský Brod)                                                                         |                                                | .45 ACP | Tschechien                     | 1997                           |
| Zastava CZ-99                                 | Zastava Arms                                                                                           |                                                | 9 × 19 mm | Jugoslawien                    | 1989                           |
| ČZ vz. 100                                    | Česká zbrojovka (Uherský Brod)                                                                         |                                                | 9 × 19 mm | Tschechien                     | 1995                           |
| ČZ vz. 110                                    | Česká zbrojovka (Uherský Brod)                                                                         |                                                | 9 × 19 mm | Tschechien                     | 2000er                         |
| ČZ vz. 2075 RAMI                              | Česká zbrojovka (Uherský Brod)                                                                         |                                                | 9 × 19 mm | Tschechien                     | 2007                           |
| Daewoo Precision Industries K5                | S&T Daewoo                                                                                             |                                                | 9 × 19 mm | Südkorea                       | 1990                           |
| Danuvia VD-01                                 | Danuvia                                                                                                |                                                | 9 × 19 mm | Ungarn                         | 2005                           |
| Dan Wesson M1911 ACP Pistole                  | Dan Wesson Firearms                                                                                    |                                                | .45 ACP | Vereinigte Staaten             | 2005                           |
| Davis Warner Infallible                       | Davis-Warner Arms Corp                                                                                 |                                                | .32 ACP | Vereinigte Staaten             | 1917                           |
| Deer Gun                                      | American Machine and Foundry                                                                           |                                                | 9 × 19 mm | Vereinigte Staaten             | 1964                           |
| Desert Eagle                                  | Magnum Research                                                                                        |                                                | .44 Magnum .50 Action Express | Vereinigte Staaten             | 1979                           |
| Dreyse Modell 1907                            | Rheinische Metallwaaren- und Maschinenfabrik AG                                                        |                                                | .32 ACP | Deutschland                    | 1905                           |
| Enfield TC-10                                 | Enfield Arms                                                                                           |                                                | 9 × 19 mm | Australien                     |                                |
| FB P-64                                       | Fabryka Broni "Łucznik" - Radom                                                                        |                                                | 9 × 18 mm | Polen                          | 1965                           |
| FÉG 37M Pistole                               | Fegyver- és Gépgyár                                                                                    |                                                | .380 ACP .32 ACP | Ungarn                         | 1937                           |
| FḖG PA-63                                     | Fegyver- és Gépgyár                                                                                    |                                                | 9 × 18 mm .32 ACP .380 ACP | Ungarn                         | 1950er                         |
| Fort 12                                       | RPC Fort                                                                                               |                                                | 9 × 18 mm | Ukraine                        | 1998                           |
| Fort 17                                       | RPC Fort                                                                                               |                                                | 9 × 18 mm | Ukraine                        | 2007                           |
| FN Baby Browning                              | Fabrique Nationale Herstal Manufacture d'armes de Bayonne (MAB)                                        |                                                | .25 ACP | Belgien                        | 1927                           |
| FN Browning Modell 1900                       | Fabrique Nationale Herstal                                                                             |                                                | .32 ACP | Belgien                        | 1896                           |
| FN Browning Modell 1903                       | Fabrique Nationale Herstal                                                                             |                                                | 9 mm Browning Long .32 ACP | Belgien                        | 1902                           |
| FN Browning Modell 1905                       | Fabrique Nationale Herstal                                                                             |                                                | .25 ACP | Belgien                        | 1905                           |
| FN Browning Modell 1910                       | Fabrique Nationale Herstal                                                                             |                                                | .380 ACP .32 ACP | Belgien                        | 1910                           |
| FN Forty-Nine                                 | Fabrique Nationale Herstal                                                                             |                                                | 9 × 19 mm | Belgien                        | 1949                           |
| FN Five-Seven                                 | Fabrique Nationale Herstal                                                                             |                                                | 5,7 × 28 mm | Belgien                        | 1998                           |
| FN FNP                                        | Fabrique Nationale Herstal                                                                             |                                                | 9 × 19 mm | Belgien                        | 2006                           |
| FN FNS                                        | FN America                                                                                             |                                                | 9 × 19 mm .40 S&W | Vereinigte Staaten             | 2011                           |
| FN FNX                                        | FN America                                                                                             |                                                | 9 × 19 mm .40 S&W .45 ACP | Belgien Vereinigte Staaten     | 2009                           |
| FP-45 Liberator                               | Guide Lamp Corporation                                                                                 |                                                | .45 ACP | Vereinigte Staaten             | 1942                           |
| Frommer Stop                                  | Fegyver- és Gépgyár                                                                                    |                                                | .32 ACP .380 ACP | Österreich-Ungarn              | 1912                           |
| Garrucha                                      | verschiedene Hersteller                                                                                |                                                | verschiedene Kaliber | Brasilien                      | 1930er                         |
| Glisenti M1910                                | Società Siderurgica Glisenti                                                                           |                                                | 9 mm Glisenti | Italien                        | 1910                           |
| Glock 17                                      | Glock GmbH                                                                                             |                                                | 9 × 19 mm | Österreich                     | 1982                           |
| Glock 18 (Reihenfeuerpistole)                 | Glock GmbH                                                                                             |                                                | 9 × 19 mm | Österreich                     | 1986                           |
| Glock 19                                      | Glock GmbH                                                                                             |                                                | 9 × 19 mm | Österreich                     | 1988                           |
| Glock 20                                      | Glock GmbH                                                                                             |                                                | 10 mm Auto | Österreich                     | 1991                           |
| Glock 21                                      | Glock GmbH                                                                                             |                                                | .45 ACP | Österreich                     | 1990s                          |
| Glock 22                                      | Glock GmbH                                                                                             |                                                | .40 S&W | Österreich                     | 1980er                         |
| Glock 23                                      | Glock GmbH                                                                                             |                                                | .40 S&W | Österreich                     | 1990er                         |
| Glock 24                                      | Glock GmbH                                                                                             |                                                | .40 S&W | Österreich                     | 1990er                         |
| Glock 25                                      | Glock GmbH                                                                                             |                                                | .380 ACP | Österreich                     | 1990er                         |
| Glock 26                                      | Glock GmbH                                                                                             |                                                | 9 × 19 mm | Österreich                     | 1995                           |
| Glock 27                                      | Glock GmbH                                                                                             |                                                | .40 S&W | Österreich                     | 1990er                         |
| Glock 28                                      | Glock GmbH                                                                                             |                                                | .380 ACP | Österreich                     | 1997                           |
| Glock 29                                      | Glock GmbH                                                                                             |                                                | 10 mm Auto | Österreich                     | 1997                           |
| Glock 30                                      | Glock GmbH                                                                                             |                                                | .45 ACP | Österreich                     | 1990er                         |
| Glock 31                                      | Glock GmbH                                                                                             |                                                | .357 SIG | Österreich                     | 1990er                         |
| Glock 32                                      | Glock GmbH                                                                                             |                                                | .357 SIG | Österreich                     | 1990er                         |
| Glock 33                                      | Glock GmbH                                                                                             |                                                | .357 SIG | Österreich                     | 1990er                         |
| Glock 34                                      | Glock GmbH                                                                                             |                                                | 9 × 19 mm | Österreich                     | 1990er                         |
| Glock 35                                      | Glock GmbH                                                                                             |                                                | .40 S&W | Österreich                     | 1990er                         |
| Glock 36                                      | Glock GmbH                                                                                             |                                                | .45 ACP | Österreich                     | 1990er                         |
| Glock 37                                      | Glock GmbH                                                                                             |                                                | .45 GAP | Österreich                     | 2003                           |
| Glock 38                                      | Glock GmbH                                                                                             |                                                | .45 GAP | Österreich                     | 2004                           |
| Glock 39                                      | Glock GmbH                                                                                             |                                                | .45 GAP | Österreich                     | 2005                           |
| Grand Power K100                              | Grand Power                                                                                            |                                                | 9 × 19 mm | Slowakei                       | 1994                           |
| GSh-18                                        | Konstruktionsbüro für Gerätebau                                                                        |                                                | 9 × 19 mm | Russland                       | 2000                           |
| Guncrafter Industries Model No. 1             | Guncrafter Industries                                                                                  |                                                | .50 GI | Vereinigte Staaten             | 2000                           |
| High Standard Derringer                       | High Standard Manufacturing Company                                                                    |                                                | .22 LR | Vereinigte Staaten             | 1962-1984                      |
| Hamada-Pistole                                | Japan Firearms Manufacturing Co.                                                                       |                                                | 7,65 × 17 mm HR (.32 ACP) 8 × 22 mm Nambu | Japan                          | 1941                           |
| Harper's Ferry Model 1805                     | Harpers Ferry Armory                                                                                   |                                                | .58 calibre ball | Vereinigte Staaten             | 1805                           |
| Heckler & Koch HK4                            | Heckler & Koch                                                                                         |                                                | .22 Long Rifle .25 ACP .32 ACP .380 ACP | Deutschland                    | 1967                           |
| Heckler & Koch HK45                           | Heckler & Koch                                                                                         |                                                | .45 ACP | Deutschland                    | 2005                           |
| Heckler & Koch MK23                           | Heckler & Koch                                                                                         |                                                | .45 ACP | Deutschland                    | 1991                           |
| Heckler & Koch P7                             | Heckler & Koch                                                                                         |                                                | 9 × 19 mm .380 ACP | Deutschland                    | 1976                           |
| Heckler & Koch P9                             | Heckler & Koch                                                                                         |                                                | 9 × 19 mm | Deutschland                    | 1965                           |
| Heckler & Koch P11                            | Heckler & Koch                                                                                         |                                                | 7,62 × 36 mm | Deutschland                    | 1970er                         |
| Heckler & Koch P30                            | Heckler & Koch                                                                                         |                                                | 9 × 19 mm | Deutschland                    | 2006                           |
| Heckler & Koch P2000                          | Heckler & Koch                                                                                         |                                                | 9 × 19 mm | Deutschland                    | 2001                           |
| Heckler & Koch VP9                            | Heckler & Koch                                                                                         |                                                | 9 × 19 mm | Deutschland                    | 2014                           |
| Heckler & Koch UCP                            | Heckler & Koch                                                                                         |                                                | HK 4,6×30mm | Deutschland                    | 2006                           |
| Heckler & Koch USP                            | Heckler & Koch                                                                                         |                                                | 9 × 19 mm .357 SIG .40 S&W .45 ACP | Deutschland                    | 1989                           |
| Heckler & Koch VP70 (Reihenfeuerpistole)      | Heckler & Koch                                                                                         |                                                | 9 × 19 mm | Deutschland                    | 1970                           |
| Hi-Point C-9                                  | Hi-Point Firearms                                                                                      |                                                | 9 × 19 mm | Vereinigte Staaten             |                                |
| Hi-Point CF-380                               | Hi-Point Firearms                                                                                      |                                                | .380 ACP | Vereinigte Staaten             |                                |
| Hi-Point Model JCP                            | Hi-Point Firearms                                                                                      |                                                | .40 S&W | Vereinigte Staaten             | 1990er                         |
| Hi-Point Model JHP                            | Hi-Point Firearms                                                                                      |                                                | .45 ACP | Vereinigte Staaten             | 1990er                         |
| High Standard .22 Pistole                     | High Standard Manufacturing Company                                                                    |                                                | .22 Long Rifle | Vereinigte Staaten             |                                |
| High Standard HDM                             | High Standard Manufacturing Company                                                                    |                                                | .22 Long Rifle | Vereinigte Staaten             | 1942                           |
| Hi-Standard GB Auto                           | High Standard Manufacturing Company                                                                    |                                                | .22 lfB | Vereinigte Staaten             |                                |
| Horhe (Pistole)                               | Klimovsk Specialized Ammunition Plant                                                                  |                                                | 9 mm P.A. | Russland                       | 2006                           |
| Howdahpistole                                 | |                                                | .577 Snider .577/450 Martini–Henry .455 Webley .476 Enfield | Vereinigtes Königreich         |                                |
| HS2000                                        | HS Produkt                                                                                             |                                                | 9 × 19 mm .357 SIG .45 GAP .45 ACP | Kroatien                       | 1999                           |
| Intratec TEC-22                               | Intratec                                                                                               |                                                | .22 Long Rifle | Vereinigte Staaten             | 1988                           |
| Jennings J-22                                 | Jimenez Arms                                                                                           |                                                | .22 Long Rifle | Vereinigte Staaten             | 1980er                         |
| JO.LO.AR.                                     | Star Bonifacio Echeverria, S.A.                                                                        |                                                | .380 ACP 9 × 23 mm Largo | Spanien                        | 1924                           |
| Jericho 941                                   | Israel Weapon Industries                                                                               |                                                | 9 × 19 mm .45 ACP | Israel                         | 1990                           |
| Kahr K series                                 | Kahr Arms                                                                                              |                                                | 9 × 19 mm | Vereinigte Staaten             | 1996                           |
| Kahr MK series                                | Kahr Arms                                                                                              |                                                | 9 × 19 mm .40 S&W | Vereinigte Staaten             | 1999                           |
| Kahr P series                                 | Kahr Arms                                                                                              |                                                | 9 × 19 mm | Vereinigte Staaten             | 1999                           |
| Kahr PM series                                | Kahr Arms                                                                                              |                                                | 9 × 19 mm .40 S&W .45 ACP | Vereinigte Staaten             | 2004                           |
| Kel-Tec CP33                                  | Kel-Tec                                                                                                |                                                | .22 lfB | Vereinigte Staaten             |                                |
| Kel-Tec P17                                   | Kel-Tec                                                                                                |                                                | .22 lfB | Vereinigte Staaten             |                                |
| Kel-Tec P15                                   | Kel-Tec                                                                                                |                                                | 9mm Parabellum | Vereinigte Staaten             |                                |
| Kel-Tec P50                                   | Kel-Tec                                                                                                |                                                | 5,7 × 28 mm | Vereinigte Staaten             |                                |
| Kel-Tec PLR22                                 | Kel-Tec                                                                                                |                                                | .22 lfB | Vereinigte Staaten             |                                |
| Kel-Tec PLR16                                 | Kel-Tec                                                                                                |                                                | 5,56 × 45 mm NATO | Vereinigte Staaten             |                                |
| Kel-Tec P-3AT                                 | Kel-Tec CNC Industries                                                                                 |                                                | .380 ACP | Vereinigte Staaten             | 2004                           |
| Kel-Tec P-11                                  | Kel-Tec CNC Industries                                                                                 |                                                | 9 × 19 mm | Vereinigte Staaten             | 1991                           |
| Kel-Tec P-32                                  | Kel-Tec CNC Industries                                                                                 |                                                | .32 ACP | Vereinigte Staaten             | 1999                           |
| Kel-Tec PF-9                                  | Kel-Tec CNC Industries                                                                                 |                                                | 9 × 19 mm | Vereinigte Staaten             | 2006                           |
| Kel-Tec PMR-30                                | Kel-Tec CNC Industries                                                                                 |                                                | .22 Winchester Magnum | Vereinigte Staaten             | 2011                           |
| Kimber Aegis                                  | Kimber Manufacturing                                                                                   |                                                | 9 × 19 mm | Vereinigte Staaten             | 1995                           |
| Kimber Custom                                 | Kimber Manufacturing                                                                                   |                                                | .45 ACP | Vereinigte Staaten             | 1997                           |
| 1911 Stainless Ultra Carry II                 | Kimber Manufacturing                                                                                   |                                                | 9 × 19 mm.45 ACP | Vereinigte Staaten             |                                |
| Kimber Custom TLE II                          | Kimber Manufacturing                                                                                   |                                                | .45 ACP | Vereinigte Staaten             | 1998                           |
| Kimber Eclipse                                | Kimber Manufacturing                                                                                   |                                                | .45 ACP 10 mm Auto | Vereinigte Staaten             | 2002                           |
| Kimel AP-9                                    | AA Arms                                                                                                |                                                | 9 × 19 mm | Vereinigte Staaten             | 1990er                         |
| KIS (weapon)                                  | Ponury guerilla unit                                                                                   |                                                | 9 × 19 mm | Polen                          | 1943                           |
| Kolibri (2mm)                                 | Franz Pfannl                                                                                           |                                                | 2,7 mm | Österreich-Ungarn              | 1914                           |
| Kongsberg Colt                                | Kongsberg Våpenfabrikk                                                                                 |                                                | .45 ACP | Norwegen                       | 1914                           |
| Korovin TK Pistole                            | Tulski Oruscheiny Sawod                                                                                |                                                | .25 ACP | Sowjetunion                    | 1925-1935                      |
| Krag–Jørgensen Pistole                        | Kongsberg Våpenfabrikk                                                                                 |                                                | 9 × 19 mm | Norwegen                       | 1910                           |
| KRISS KARD                                    | KRISS USA                                                                                              |                                                | .45 ACP | Vereinigte Staaten             |                                |
| Langenhan-Armee-Pistole                       | Friedrich Langenhan's Gewehr- und Fahrradfabrik, Zella-Mehlis                                          |                                                | 7,65 mm Browning. | Deutschland                    | 1914 bis 1917                  |
| Lahti L-35                                    | Valtion Kivääritehdas                                                                                  |                                                | 9 × 19 mm | Finnland                       | 1935                           |
| Lancaster Pistole                             | |                                                | .455 Webley | Vereinigtes Königreich         | 1860                           |
| Le Français (Pistole)                         | Manufrance                                                                                             |                                                | .25 ACP .32 ACP .22 Long Rifle 9 mm Browning Long | Frankreich                     | 1913                           |
| Lercker Pistole                               | |                                                | .32 ACP | Italien                        | 1950                           |
| Liliput (Pistole)                             | Waffenfabrik August Menz                                                                               |                                                | 4,25 mm Liliput .25 ACP | Deutschland                    | 1920                           |
| Llama M82                                     | Llama-Gabilondo y Cía. S.A.                                                                            |                                                | 9 × 19 mm | Spanien                        | 1982                           |
| Luger-Pistole                                 | Deutsche Waffen- und Munitionsfabriken                                                                 |                                                | 7,65 × 21 mm Luger 9 × 19 mm | Deutschland                    | 1900                           |
| M15 Pistol                                    | Rock Island Arsenal                                                                                    |                                                | .45 ACP | Vereinigte Staaten             | 1972                           |
| Mannlicher-Pistole 1896                       | | Mannlicher Pistole mit Mannlicher Gewehr       | 7,65 mm Mannlicher |                                | 1896                           |
| Maxim Silverman Modell 1896                   | Louis Silverman, Hiram Maxim                                                                           |                                                | .455 | Vereinigtes Königreich         | 1896                           |
| MAB Model A                                   | Manufacture d'armes de Bayonne (MAB)                                                                   |                                                | .25 ACP | Frankreich                     | 1920er                         |
| MAB Model D                                   | Manufacture d'armes de Bayonne (MAB)                                                                   |                                                | .32 ACP | Frankreich                     | 1933                           |
| MAB PA-15 Pistole                             | Manufacture d'armes de Bayonne (MAB)                                                                   |                                                | 9 × 19 mm | Frankreich                     | 1975                           |
| MAC Mle 1950                                  | Manufacture d'armes de Châtellerault (MAC)                                                             |                                                | 9 × 19 mm | Frankreich                     | 1950                           |
| MAG-95                                        | Fabryka Broni "Łucznik" - Radom                                                                        |                                                | 9 × 19 mm | Polen                          | 1995                           |
| Makarow Pistole                               | Ischmech                                                                                               |                                                | 9 × 18 mm | Sowjetunion                    | 1951                           |
| Makarych                                      | TSSZ Ischmech                                                                                          |                                                | | Russland                       | 2004                           |
| Mamba Pistole                                 | Viper Engineering (Pty) Ltd                                                                            |                                                | 9 × 19 mm | Südafrika                      | 1970er                         |
| Mars Automatic Pistole                        | Webley & Scott                                                                                         |                                                | 8,5 mm Mars 9 mm Mars .45 Mars Short Case .45 Mars Long Case | Vereinigtes Königreich         | 1897                           |
| Mauser 1914 und 1934                          | Mauser                                                                                                 |                                                | 7,65 × 17 mm Browning | Deutschland                    | 1913 bis 1941                  |
| Mauser 1910                                   | Mauser                                                                                                 |                                                | 6,35-mm-Browning | Deutschland                    |                                |
| Mauser M712 (Reihenfeuerpistole)              | Mauser                                                                                                 | Die Schnellfeuerpistole in Version mit Magazin | 7,63 × 25 mm | Deutschland                    | 1932-1936                      |
| Mauser C96                                    | Mauser                                                                                                 |                                                | 7,63 × 25 mm 9 × 19 mm | Deutschland                    | 1896                           |
| Mauser HSc                                    | Mauser                                                                                                 |                                                | .32 ACP .380 ACP | Deutschland                    | 1935                           |
| Mitchell Alpha .45                            | American Mitchell Arms                                                                                 |                                                | .45 ACP | Vereinigte Staaten             | 1994                           |
| Mk 1 Underwater Defense Gun                   | Naval Surface Weapons Center                                                                           |                                                | Mark 59 Mod 0 Projectile | Vereinigte Staaten             | 1970                           |
| Model 2008 – Single Shot Handgun              | Freedom Arms, Inc.                                                                                     |                                                | 223 Remington, 6.5 Creedmoor, 243 Winchester, 260 Remington, 7 BR Remington, 7 BR Remington, 7-08 Remington, 308 Winchester, 338 Federal, 357 Magnum, 357 Magnum, 357 Maximum, 375 Winchester, 41 Magnum, 44 Magnum, 454 Casull, 460 S & W, 45-70 Government | Vereinigte Staaten             | 2008                           |
| MOA Maximum single shot pistol                | MOA Corporation, Dayton, Ohio                                                                          |                                                | 375 H&H Magnum, .223, 308, .22 lfB | Vereinigte Staaten             |                                |
| Modèle 1935 Pistole                           | Société Alsacienne de Constructions Mécaniques (SACM)                                                  |                                                | 7,65 × 20 mm | Frankreich                     | 1935                           |
|                                               | |                                                | |                                |                                |
| Jarygin PJa                                   | Ischmech                                                                                               |                                                | 9 × 19 mm | Russland                       | 1993                           |
| MP-444                                        | Ischmech                                                                                               |                                                | .380 ACP 9 × 18 mm 9 × 19 mm | Russland                       | 1995                           |
| Musgrave Pistole                              | Denel                                                                                                  |                                                | 9 × 19 mm | Südafrika                      | 1990er                         |
| NAACO Brigadier                               | North American Arms                                                                                    |                                                | .45 Magnum | Kanada                         | 1959                           |
| Nambu Type 94 Pistole                         | Nambu Jūseizōsho                                                                                       |                                                | 8 × 22 mm Nambu | Japan                          | 1934                           |
| North China Type 19 Kurzwaffe                 | North China Engineering Co Ltd                                                                         |                                                | 8 × 22 mm Nambu | Japan                          | 1944                           |
| Obregón-Pistole                               | Alejandro Obregón                                                                                      |                                                | .45 ACP | Mexiko                         | 1934                           |
| Ortgies-Pistole                               | Ortgies & Co.                                                                                          |                                                | .25 ACP .32 ACP .380 ACP | Deutschland                    | 1919                           |
| OTs-23 Drotik (Reihenfeuerpistole)            | Konstruktionsbüro für Gerätebau                                                                        |                                                | 5,45 × 18 mm | Russland                       | 1993                           |
| OTs-33 Pernach (Reihenfeuerpistole)           | Konstruktionsbüro für Gerätebau                                                                        |                                                | 9 × 18 mm | Russland                       | 1995                           |
| P9RC                                          | Fegyver- és Gépgyár                                                                                    |                                                | 9 × 19 mm | Ungarn                         | 1980                           |
| P-83 Wanad                                    | Fabryka Broni "Łucznik" - Radom                                                                        |                                                | 9 × 18 mm .380 ACP .32 ACP | Polen                          | 1978                           |
| PAMAS modèle G1                               | Manufacture d'armes de Saint-Étienne (MAS)                                                             |                                                | 9 × 19 mm | Frankreich                     | 1975                           |
| Pardini GT9                                   | Pardini Arms                                                                                           |                                                | 9 × 19 mm | Italien                        |                                |
| Pindad G2                                     | Pindad                                                                                                 |                                                | 9 × 19 mm | Indonesien                     | 2011                           |
| Pindad PS-01                                  | Pindad                                                                                                 |                                                | 5,56 × 21 mm PINDAD | Indonesien                     |                                |
| Pistol Auto 9mm 1A                            | Ordnance Factories Organisation                                                                        |                                                | 9 × 19 mm | Indien                         | 1980er                         |
| Pistol model 2000                             | Uzinele Mecanice Cugir (ARMS Arsenal, Cugir)                                                           |                                                | 9 × 19 mm | Rumänien                       | 2000                           |
| Pistole vz. 22                                | Česká zbrojovka (Strakonice)                                                                           |                                                | .380 ACP | Tschechoslowakei               | 1921                           |
| Prilutsky M1914                               | Tulski Oruscheiny Sawod                                                                                |                                                | .32 ACP | Russland                       | 1914                           |
| PSM (Pistole)                                 | Ischmech                                                                                               |                                                | 5,45 × 18 mm | Sowjetunion                    | 1971                           |
| PSS (Pistole)                                 | Tulski Oruscheiny Sawod                                                                                |                                                | 7,62 × 41 mm | Sowjetunion                    | 1983                           |
| P-96                                          | Konstruktionsbüro für Gerätebau                                                                        |                                                | 9 × 18 mm | Russland                       | 1995                           |
| QSW-06                                        | China North Industries Corporation                                                                     |                                                | 5,8 × 21 mm DAP92 | Volksrepublik China            | 2002                           |
| QSZ-92                                        | China North Industries Corporation                                                                     |                                                | 5,8 × 21 mm DAP92 9 × 19 mm | Volksrepublik China            | 1994                           |
| Remington Naval Model 1865 Pistol             | Remington Arms                                                                                         |                                                | .50 | Vereinigte Staaten             | 1866–1870                      |
| rolling block pistol 1871 Army and Navy model | Remington Arms                                                                                         |                                                | .50 centerfire | Vereinigte Staaten             | 1971                           |
| Remington Model 95                            | Remington Arms                                                                                         |                                                | .41 Rimfire | Vereinigte Staaten             | 1866 - 1935                    |
| Remington 1911 R1                             | Remington Arms                                                                                         |                                                | .45 ACP | Vereinigte Staaten             | 2010                           |
| Remington 51                                  | Remington Arms                                                                                         |                                                | .32 ACP .380 ACP | Vereinigte Staaten             | 1917                           |
| Remington R51                                 | Remington Arms                                                                                         |                                                | 9 × 19 mm | Vereinigte Staaten             | 2014                           |
| Remington Rider Single Shot Pistole           | E. Remington and Sons                                                                                  |                                                | 4,3 mm | Vereinigte Staaten             | 1860                           |
| Remington XP-100                              | Remington Arms                                                                                         |                                                | .221 Remington Fireball | Vereinigte Staaten             | 1963                           |
| Remington Zig-Zag Derringer                   | E. Remington and Sons                                                                                  |                                                | .22 Long Rifle | Vereinigte Staaten             | 1860                           |
| Rock Island Armory 1911 series                | Armscor (Philippines)                                                                                  |                                                | .45 ACP 10 mm Auto .40 S&W .38 Super 9 × 19 mm .22 TCM | Philippinen                    | 1952                           |
| Rohrbaugh R9                                  | Rohrbaugh Firearms                                                                                     |                                                | 9 × 19 mm | Vereinigte Staaten             | 1970er                         |
| Roth-Steyr M1907                              | Österreichische Waffenfabriks-Gesellschaft Fegyver- és Gépgyár                                         |                                                | 8 × 19 mm Steyr | Österreich-Ungarn              | 1907                           |
| Gabilondo Ruby                                | Gabilondo y Urresti                                                                                    |                                                | .32 ACP | Spanien                        | 1914                           |
| 22 Charger                                    | Sturm, Ruger & Co.                                                                                     |                                                | .22 lfB | Vereinigte Staaten             | 2014                           |
| LC Charger                                    | Sturm, Ruger & Co.                                                                                     |                                                | 5,7 × 28 mm | Vereinigte Staaten             | 2023                           |
| PC Charger                                    | Sturm, Ruger & Co.                                                                                     |                                                | 9 × 19 mm | Vereinigte Staaten             | 2020                           |
| Ruger Standard (Ruger MK I)                   | Sturm, Ruger & Co.                                                                                     |                                                | .22 lfB | Vereinigte Staaten             | 1949                           |
| Ruger SR9                                     | Sturm, Ruger & Co.                                                                                     |                                                | 9 × 19 mm | Vereinigte Staaten             | 2007                           |
| Ruger-57                                      | Sturm, Ruger & Co.                                                                                     |                                                | 5,7 × 28 mm | Vereinigte Staaten             | 2019                           |
| Ruger Hawkeye                                 | Sturm, Ruger & Co.                                                                                     |                                                | .256 Winchester Magnum | Vereinigte Staaten             | 1960er                         |
| Ruger MK II und Nachfolger                    | Sturm, Ruger & Co.                                                                                     |                                                | .22 lfB | Vereinigte Staaten             | 1982                           |
| Ruger LCP                                     | Sturm, Ruger & Co.                                                                                     |                                                | .380 ACP | Vereinigte Staaten             | 2009                           |
| Ruger LC9                                     | Sturm, Ruger & Co.                                                                                     |                                                | 9 × 19 mm | Vereinigte Staaten             | 2011                           |
| Ruger P85                                     | Sturm, Ruger & Co.                                                                                     |                                                | 9 × 19 mm | Vereinigte Staaten             | 1985                           |
| Ruger P89                                     | Sturm, Ruger & Co.                                                                                     |                                                | 9 × 19 mm | Vereinigte Staaten             | 1991                           |
| Ruger P90                                     | Sturm, Ruger & Co.                                                                                     |                                                | .45 ACP | Vereinigte Staaten             | 1991                           |
| Ruger P95                                     | Sturm, Ruger & Co.                                                                                     |                                                | 9 × 19 mm | Vereinigte Staaten             | 1992                           |
| Ruger P97                                     | Sturm, Ruger & Co.                                                                                     |                                                | .40 S&W | Vereinigte Staaten             | 1994                           |
| Ruger P345                                    | Sturm, Ruger & Co.                                                                                     |                                                | .45 ACP | Vereinigte Staaten             | 2003                           |
| Ruger LCP Max                                 | Sturm, Ruger & Co.                                                                                     |                                                | 9 × 19 mm | Vereinigte Staaten             |                                |
| Ruger SR9                                     | Sturm, Ruger & Co.                                                                                     |                                                | 9 × 19 mm | Vereinigte Staaten             | 2007                           |
| Ruger SR1911                                  | Sturm, Ruger & Co.                                                                                     |                                                | .45 ACP | Vereinigte Staaten             | 2011                           |
| Sauer 38H                                     | J. P. Sauer & Sohn                                                                                     |                                                | .32 ACP | Deutschland                    | 1938                           |
| Savage Modell 1907                            | Savage Arms                                                                                            |                                                | .32 ACP .45 ACP .380 ACP | Vereinigte Staaten             | 1905                           |
| Schwarzlose Standard                          | A.W. Schwarzlose G.m.b.H.                                                                              |                                                | 7,65 × 25 mm Borchardt 7,63 × 25 mm | Deutschland                    | 1898                           |
| Schwarzlose Modell 1909                       | |                                                | | Deutschland                    | 1909                           |
| Schönberger-Laumann 1892                      | Österreichische Waffenfabriks-Gesellschaft                                                             |                                                | | Österreich-Ungarn              | 1892                           |
| Selbstladepistole Salvator Dormus             | Karl Salvator von Österreich-Toskana und Georg von Dormus                                              |                                                | 8 x 17 R Dormus |                                | 1891                           |
| Semmerling LM4                                | Semmerling                                                                                             |                                                | .45 ACP | Vereinigte Staaten             | 1980er                         |
| SIG P210                                      | Swiss Arms AG                                                                                          |                                                | 9 × 19 mm 7,65 × 21 mm Luger | Schweiz                        | 1947                           |
| SIG P220                                      | Swiss Arms AG                                                                                          |                                                | 9 × 19 mm .45 ACP 7,65 × 21 mm Luger, .38 Super, 9 mm Steyr, 10 mm Auto, .22 lfB | Schweiz                        | 1975                           |
| SIG P239                                      | SIG Sauer                                                                                              |                                                | 9 × 19 mm .40 S&W .357 SIG | Schweiz Deutschland            | 1990er                         |
| SIG P365                                      | SIG Sauer                                                                                              |                                                | 9 × 19 mm 9 × 17 mm | Schweiz Deutschland            | 2018                           |
| SIG P226                                      | SIG Sauer (Deutschland)                                                                                |                                                | 9 × 19 mm .40 S&W .357 SIG | Schweiz Deutschland            | 1983                           |
| SIG P250 DCc                                  | SIG Sauer                                                                                              |                                                | 9 × 19 mm | Vereinigte Staaten             | 2007                           |
| SIG P227                                      | SIG Sauer                                                                                              |                                                | .45 ACP | Vereinigte Staaten             | 2012                           |
| SIG P228                                      | Sig Sauer                                                                                              |                                                | 9 × 19 mm | Schweiz Deutschland            | 2012                           |
| SIG P229                                      | Sig Sauer                                                                                              |                                                | 9 × 19 mm .40 S&W .357 SIG | Deutschland Vereinigte Staaten | 2012                           |
| Smith & Wesson Model 39                       | Smith & Wesson                                                                                         |                                                | 9 × 19 mm | Vereinigte Staaten             | 1954                           |
| Smith & Wesson Model 59                       | Smith & Wesson                                                                                         |                                                | 9 × 19 mm | Vereinigte Staaten             | 1971                           |
| Smith & Wesson Model 422                      | Smith & Wesson                                                                                         |                                                | .22 Long Rifle | Vereinigte Staaten             | 1987                           |
| Smith & Wesson 1000-Serie                     | Smith & Wesson                                                                                         |                                                | 10mm Auto | Vereinigte Staaten             | 1989 – 1993                    |
| Smith & Wesson Model 1006                     | Smith & Wesson                                                                                         |                                                | 10 mm Auto | Vereinigte Staaten             | 1990                           |
| Smith & Wesson Model 5906                     | Smith & Wesson                                                                                         |                                                | 9 × 19 mm | Vereinigte Staaten             | 1989                           |
| Smith & Wesson M&P                            | Smith & Wesson                                                                                         |                                                | .22 lfB .380 ACP 9 × 19 mm .40 S&W .357 SIG .45 ACP | Vereinigte Staaten             | 2005                           |
| Smith & Wesson SW1911                         | Smith & Wesson                                                                                         |                                                | 9 × 19 mm .45 ACP | Vereinigte Staaten             | 2003                           |
| SP-21 Barak                                   | Israel Weapon Industries                                                                               |                                                | 9 × 19 mm .40 S&W .45 ACP | Israel                         | 2002                           |
| SPP-1 underwater Pistole                      | Tulski Oruscheiny Sawod                                                                                |                                                | 4,5 × 40 mm R | Sowjetunion                    | 1971                           |
| Star Firestar M43                             | Star Bonifacio Echeverria, S.A.                                                                        |                                                | 9 × 19 mm | Spanien                        | 1994                           |
| Star Model 14                                 | Star Bonifacio Echeverria, S.A.                                                                        |                                                | .32 ACP | Spanien                        | 1919                           |
| Star Model S                                  | Star Bonifacio Echeverria, S.A.                                                                        |                                                | .380 ACP | Spanien                        |                                |
| Star Ultrastar                                | Star Bonifacio Echeverria, S.A.                                                                        |                                                | 9 × 19 mm | Spanien                        | 1990er                         |
| Stetschkin APS (Reihenfeuerpistole)           | Tulski Oruscheiny Sawod                                                                                |                                                | 9 × 19 mm 9 × 18 mm | Sowjetunion                    | 1948                           |
| Steyr GB                                      | Steyr Daimler Puch                                                                                     |                                                | 9 × 19 mm | Österreich                     | 1968                           |
| Steyr M                                       | Steyr Mannlicher                                                                                       |                                                | 9 × 19 mm | Österreich                     | 1999                           |
| Steyr Mannlicher M1901                        | Österreichische Waffenfabriks-Gesellschaft                                                             |                                                | 7,65 mm Mannlicher | Österreich-Ungarn              | 1901                           |
| Steyr M1912 (Reihenfeuerpistole)              | Österreichische Waffenfabriks-Gesellschaft                                                             |                                                | 9 × 23 mm Steyr | Österreich-Ungarn              | 1912                           |
| Sugiura Pistole                               | |                                                | .32 ACP | Japan                          |                                |
| Thompson Center Contender                     | Thompson/Center Arms                                                                                   |                                                | .22 Long Rifle bis .45-70 Government, alle passenden Patronen können verwendet werden. | Vereinigte Staaten             | 1967                           |
| Tanfoglio Force                               | Tanfoglio                                                                                              |                                                | 9 × 19 mm | Italien                        | 1997                           |
| Tanfoglio GT27                                | Tanfoglio                                                                                              |                                                | .25 ACP | Italien                        | 1962                           |
| Tanfoglio T95                                 | Tanfoglio                                                                                              |                                                | 9 × 19 mm | Italien                        | 1998                           |
| Taurus PT92                                   | Taurus                                                                                                 |                                                | 9 × 19 mm | Brasilien                      | 1983                           |
| Taurus PT 24/7                                | Taurus                                                                                                 |                                                | 9 × 19 mm .40 S&W .45 ACP | Brasilien                      | 2004                           |
| Taurus PT 145                                 | Taurus                                                                                                 |                                                | .45 ACP | Brasilien                      | 2005                           |
| Taurus PT1911                                 | Taurus                                                                                                 |                                                | .45 ACP | Brasilien                      | 2005                           |
| TP-82                                         | |                                                | 40 gauge / 5,45×39mm | Sowjetunion                    | 1986                           |
| Taurus TX22                                   | Taurus Armas SA                                                                                        |                                                | .22 lfB | Brasilien                      |                                |
| Tokarew TT-33                                 | Tulski Oruscheiny Sawod                                                                                |                                                | 7,62 × 25 mm Tokarew M1930 | Sowjetunion                    | 1933                           |
| Trejo Pistole                                 | Armas Trejo S.A. Zacatlan                                                                              |                                                | .22 lfB .380 ACP | Mexiko                         | 1950er                         |
| Type 80 (Pistole)                             | China North Industries Corporation                                                                     |                                                | 7,62 × 25 mm Tokarew M1930 | Volksrepublik China            | 1980                           |
| Pistole Typ 14                                | Nambu Jūseizōsho                                                                                       |                                                | 8 × 22 mm Nambu | Japan                          | 1925                           |
| Type 64 Pistole                               | China North Industries Corporation                                                                     |                                                | 7,62 × 17 mm Type 64 | Volksrepublik China            | 1960                           |
| Type 77 Pistole                               | China North Industries Corporation                                                                     |                                                | 7,62 × 17 mm Type 64 9 × 19 mm | Volksrepublik China            | 1976                           |
| Vektor CP1                                    | Denel                                                                                                  |                                                | 9 × 19 mm | Südafrika                      | 1996                           |
| Vektor SP1                                    | Denel                                                                                                  |                                                | 9×9 × 19 mm | Südafrika                      | 1992                           |
| Volcanic-Pistolen                             | Horace Smith & Daniel B. Wesson und später bei der Firma New Haven Arms Co. unter Oliver F. Winchester |                                                | Volcanic-Patronen, sogenannte "Rocket Balls" | Vereinigte Staaten             | 1851                           |
| Viper Jaws Pistole                            | King Abdullah II Design and Development Bureau                                                         |                                                | | Vereinigte Staaten             | 2005                           |
| Pistolet Vis wz. 35                           | Fabryka Broni "Łucznik" - Radom                                                                        |                                                | 9 × 19 mm | Polen                          | 1935                           |
| Volkspistole                                  | Mauser                                                                                                 |                                                | 9 × 19 mm | Deutschland                    | 1940er                         |
| Walther CCP                                   | Carl Walther GmbH                                                                                      |                                                | 9 × 19 mm | Deutschland                    | 2014                           |
| Walther GSP                                   | Carl Walther GmbH                                                                                      |                                                | .22 lfB .22 kurz .32 S&W Long Wadcutter | Deutschland                    | 1968                           |
| Walther HP                                    | Carl Walther GmbH                                                                                      |                                                | 9 × 19 mm | Deutschland                    |                                |
| Walther Modell 4                              | Carl Walther GmbH                                                                                      |                                                | 7,65 mm Browning | Deutschland                    | 1910–1928                      |
| Walther Modell 9                              | Carl Walther GmbH                                                                                      |                                                | .25 ACP | Deutschland                    | 1921                           |
| Walther P1                                    | Carl Walther GmbH                                                                                      |                                                | 9 × 19 mm | Deutschland                    | 1957–2004                      |
| Walther P5                                    | Carl Walther GmbH                                                                                      |                                                | 9 × 19 mm | Deutschland                    | 1979–1993                      |
| Walther P22                                   | Carl Walther GmbH                                                                                      |                                                | .22 Long Rifle | Deutschland                    | seit 2003                      |
| Walther P38                                   | Carl Walther GmbH                                                                                      |                                                | 9 × 19 mm | Deutschland                    | 1938                           |
| Walther P88                                   | Carl Walther GmbH                                                                                      |                                                | 9 × 19 mm | Deutschland                    | 1986–2000                      |
| Walther P99                                   | Carl Walther GmbH                                                                                      |                                                | 9 × 19 mm .40 S&W | Deutschland                    | seit 1996                      |
| Walther PP                                    | Carl Walther GmbH                                                                                      |                                                | .22 Long Rifle .380 ACP | Deutschland                    | 1929–1999                      |
| Walther PK380                                 | Carl Walther GmbH                                                                                      |                                                | .380 ACP | Deutschland                    | 2009                           |
| Walther PPK                                   | Carl Walther GmbH                                                                                      |                                                | .22 Long Rifle .380 ACP | Deutschland                    | 1931–1999                      |
| Walther PPQ                                   | Carl Walther GmbH                                                                                      |                                                | 9 × 19 mm .40 S&W 9 × 21 mm | Deutschland                    | seit 2011                      |
| Walther PPS                                   | Carl Walther GmbH                                                                                      |                                                | 9 × 19 mm .40 S&W | Deutschland                    | seit 2007                      |
| Walther SP22                                  | Carl Walther GmbH                                                                                      |                                                | .22 lfB | Deutschland                    |                                |
| Walther TPH                                   | Carl Walther GmbH                                                                                      |                                                | .22 Long Rifle .25 ACP | Deutschland                    | seit 1968                      |
| Webley Self-Loading Pistol                    | Webley & Scott                                                                                         |                                                | .38 ACP .455 Webley | Vereinigtes Königreich         | 1910                           |
| Welrod                                        | Birmingham Small Arms Company                                                                          |                                                | .32 ACP | Vereinigtes Königreich         | 1943                           |
| Werder-Pistole M/69                           | Johann Ludwig Werder                                                                                   |                                                | 11,5 mm Werder |                                | 1869                           |
| Whitney Wolverine                             | Whitney Firearms Inc                                                                                   |                                                | .22 Long Rifle | Vereinigte Staaten             | 1953                           |
| Wildey (Pistole)                              | Wildey F.A. Incorporated                                                                               |                                                | .357 Wildey Magnum .44 Auto Mag .45 Winchester Magnum .41 Wildey Magnum .44 Wildey Magnum .45 Wildey Magnum .475 Wildey Magnum | Vereinigte Staaten             | 1973                           |
| WIST-94                                       | PREXER Ltd.                                                                                            |                                                | 9 × 19 mm | Polen                          | 1994                           |
| Z84                                           | Star Bonifacio Echeverria, S.A.                                                                        |                                                | 9 × 19 mm | Spanien                        | 1985                           |
| Zaragoza Corla                                | Fabrica de Armas Zaragoza                                                                              |                                                | .22 Long Rifle | Mexiko                         | 1950er                         |
| Zastava P25                                   | Zastava Arms                                                                                           |                                                | .25 ACP | Jugoslawien                    |                                |
| Zastava M57                                   | Zastava Arms                                                                                           |                                                | 7,62 × 25 mm Tokarew M1930 | Jugoslawien                    | 1957                           |
| Zastava M70 (Pistole)                         | Zastava Arms                                                                                           |                                                | .32 ACP .380 ACP | Jugoslawien                    | 1970                           |
| Zastava M88                                   | Zastava Arms                                                                                           |                                                | 9 × 19 mm .40 S&W | Jugoslawien                    | 1987                           |
| Zastava PPZ                                   | Zastava Arms                                                                                           |                                                | 7,62 × 25 mm Tokarew M1930 | Serbien                        | 2007                           |